# Sofija Tolsta
Sofija Tolsta je bila rojena 22. avgusta leta 1844 po imenom Sophia Andreyevna Behrs. Po narodnosti je bila Rusinja. Levu N. Tolstoju je povila 14 otrok. Umrla je 4. novembra leta 1919 (75 let).